# Vonore, Tennessee
Vonore, Tennessee (енгл. Vonore) град је у америчкој савезној држави Тенеси.

## Демографија
По попису из 2010. године број становника је 1.474, што је 312 (26,9%) становника више него 2000. године.
| Група             | 2000.         | 2010.         |
| Белци             | 1.096 (94,3%) | 1.402 (95,1%) |
| Афроамериканци    | 2 (0,2%)      | 16 (1,1%)     |
| Азијати           | 1 (0,1%)      | 4 (0,3%)      |
| Хиспаноамериканци | 30 (2,6%)     | 29 (2,0%)     |
| Укупно            | 1.162         | 1.474         |